# スリム・ヤマダエフ
スレイマン(スリム)・ベクミルザエヴィッチ・ヤマダエフ Сулейма́н (Сули́м) Бекмирза́евич Ямада́ев；1973年9月24日 - 2009年3月30日）は、ロシア連邦チェチェン共和国の軍人、ロシア連邦軍第42親衛自動車化狙撃師団第291自動車化狙撃連隊ヴォストーク大隊長（2003年～2008年）、予備役親衛中佐。ロシア連邦英雄。
元チェチェン・イチケリア共和国（独立派）国家親衛隊第2大隊長、准将。チェチェン最大の部族の1つであるベノイ部族に属し、グデルメス市を支配するヤマダエフ氏族出身。6人兄弟の三男。

## 経歴
チェチェン・イングーシ自治ソビエト社会主義共和国ノジャイ・ユルト地区ベノイ村出身。1992年、モスクワに移りビジネスに従事。
1994年、スリムは、故郷に戻り積極的な独立支持者となった。第1次チェチェン戦争時、ジョハル・ドゥダエフの呼びかけに応じて戦闘部隊に入り、グデルメス戦線司令官となった。1996年の終戦時、独立派中で最も若い准将となった。
1997～1998年、スリムは、国家親衛隊第2大隊長であった。この間、アスラン・マスハドフの特別な信任を得たが、同時にアラブ人の影響力を懸念し始めた。1998年7月、グデルメスにおいて、イスラム原理主義者に対する軍事行動を指揮した。
1999年、スリムは、過激派を抑えきれず、アラブ人と手を切れないマスハドフと完全に決別し、ヤマダエフ氏族が支配するグデルメスは、独立派の支配下から離れた。同年8月、グデルメスを通過して、ダゲスタンに出撃しようとする過激派部隊を妨害した。第2次チェチェン戦争勃発後、ヤマダエフ氏族は、独立派への従属を拒否し、1999年11月、ロシア連邦に投降した。これに対して、独立派からは死刑を言い渡されている。
2002年5月、アフマド・カディロフは、スリムを共和国軍事警備司令部副司令、後にチェチェン国家親衛隊司令官に任命した。2003年3月から、グデルメスに駐屯する特別任務支隊「ヴォストーク」を指揮した。2004年、フルンゼ名称軍事アカデミーで学び、2005年、中佐の階級を授与された。
スリムは、ウラジーミル・プーチン大統領支持を再三表明している。彼は、チェチェン土着の穏健的なイスラム教スーフィー教団を信仰しており、イスラム原理主義を外来のものと排撃し、特にシャミル・バサエフを吊るし上げると公言していた。
ヤマダエフが指揮するヴォストーク大隊は、チェチェン独立派の掃討作戦で大きな成果を挙げ、ヤマダエフ自身にはロシア連邦英雄の称号が授与されたが、同時に一般住民の虐殺事件（2005年6月、ボロズディノフスカヤ）を引き起こした。
2008年頃からラムザン・カディロフと対立し始め、同年8月、ヤマダエフは誘拐・殺人の容疑で連邦手配された。同月、ヴォストーク大隊と共に南オセチア紛争に従軍。戦後、連邦手配は解除されたが、予備役に編入された。同年9月24日、兄のルスランがモスクワで暗殺された。
2009年3月、アラブ首長国連邦(UAE)のドバイで心臓に銃弾を受け殺害された。遺体を引き取ったとされる弟のイサの言葉によれば、スリムは生存しており、UAEの特務機関により保護されているという。2010年4月12日、イサは、入院中のスリムの写真をモスコフスキー・コムソモーレツ紙に公開した。

## パーソナル
妻帯、4児を有する。
ロシア連邦英雄（2005年）。

### ヤマダエフ6兄弟
- 長男：ルスラン・ヤマダエフ - 下院議員、軍人。ロシア連邦英雄。2008年9月暗殺
- 次男：ジャブライル・ヤマダエフ - 軍人。ロシア連邦英雄。2003年3月戦死
- 三男：スリム・ヤマダエフ - 軍人。ロシア連邦英雄。2009年3月暗殺
- 四男：アスラン・ヤマダエフ
- 五男：イサ・ヤマダエフ - 政治家、実業家、軍人。
- 六男：バドルジ・ヤマダエフ